# Théophile Gautier
Théophile Gautier (ur. 31 sierpnia 1811 w Tarbes, zm. 23 października 1872 w Neuilly-sur-Seine) – francuski pisarz, poeta, dramaturg, krytyk literacki, teatralny i krytyk sztuki; przedstawiciel francuskiego romantyzmu, prekursor parnasizmu.

## Życiorys
Właściwe romantykom upodobanie do cudowności znalazło wyraz w jego opowiadaniach fantastycznych, które zaczął pisać już w latach trzydziestych. Z reguły pozbawione efektów niesamowitości, opowiadania te bliskie bywają zaprawionej humorem grotesce.
Z Gautierem powszechnie łączy się wprowadzenie do literatury znanego sformułowania Victora Cousina sztuka dla sztuki, pochodzącego z przedmowy do powieści Panna de Maupin (1836).
Théophile Gautier został pochowany na cmentarzu Montmartre w Paryżu. Autorem pomnika na grobie Gautiera był Cyprian Godebski.

## Twórczość wybrana
- Albertus – poezje (1833)
- Avatar – powieść (1833, wyd. polskie: Awatar(inne języki) 1921, 1976)
- Comédie de la mort – poezje (1938)
- Podróż do Hiszpanii – relacja (1843)
- Grotesques – eseje (1844)
- Le roi Candaule – nowela (1845)
- España – poezje (1845)
- Émaux et camées – poezje (1852 i późniejsze poszerzenia)
- Les Jeune-France (1857)
- Romans mumii (1858; pierwsze wyd. pol. jako Romans pewnej mumii 1911)
- Kapitan Fracasse (1863) – powieść awanturniczo-historyczna
- Histoire du romantisme
- libretto do baletu Giselle Adolphe Adama (wyst. 1841)